# 3일낮 3일밤
"삼일낮 삼일밤"은 1983년에 개봉한 대한민국의 영화이다.

## 캐스팅
- 나훈아
- 윤소정
- 장미희
- 권민수
- 장서희
- 심유리
- 우종윤
- 문태선
- 강신성일
- 박원숙
- 김지헌
- 여수중